# Käte Staudinger
Katharina „Käte“ Staudinger (* 20. Oktober 1908 in Köln) war eine deutsche Tapisseristin und Abgeordnete der Hamburgischen Bürgerschaft für den Hamburg-Block und für die CDU.

## Wirken
Käte Staudinger, die auch Theaterwissenschaften studiert hatte, gründete 1932 in Bonn einen katholisch-nationalistischen Bühnenvolksbund, der reichsweit seit Beginn der 1920er Jahre existierte. 1933 wurde er von den Nationalsozialisten verboten. Ebenso wie die Zentrumspartei, der sie angehörte. 1942 wurde Käte Staudinger in Weimar aus politischen Gründen zweimal verhaftet.
1941 zog sie nach Hamburg und wurde dort 1947 Mitglied der CDU. Sie heiratete einen Arzt. 1953 gründete sie den Verein zur Förderung der Erforschung der spinalen Kinderlähmung, dessen Vorsitzende sie auch war. Für ihre Partei war sie von 1949 bis 1953 Mitglied im Bezirksausschuss Hamburg-Nord, in den sie auf der Liste des Wahlbündnisses Vaterstädtischer Bund Hamburg gewählt worden war, und später Deputierte der Kulturbehörde.
Von 1953 bis 1957 zog sie für den Hamburg-Block in die Hamburgische Bürgerschaft ein. Für die CDU setzte Käte Staudinger ihre Tätigkeit im Parlament bis 1970 fort. Ab 1957 war sie auch Schriftführerin der Bürgerschaft. Die Schwerpunkte ihrer politischen Tätigkeit im Parlament lagen bei der Gesundheits- und vor allem in der Kulturpolitik. Im März 1960 sprach sie sich in den Etatberatungen über den Kulturhaushalt dafür aus, das Deutsche Schauspielhaus mit den Hamburger Kammerspielen zu fusionieren, weil dem Schauspielhaus eine Bühne kleinere Aufführungen fehle, die von Ida Ehre geleiteten Kammerspiele aber unter Personalmangel litten. Im Juni 1968 kritisierte sie den designierten Intendanten des Deutschen Schauspielhauses Egon Monk in einer Debatte in der Hamburgischen Bürgerschaft für seine Äußerungen im Rahmen eines Flugblattes zur politischen Demonstration gegen die Notstandsgesetze, die im Mai 1968 zum Abbruch einer Vorstellung führten und stellte die Frage, ob Monk noch der Richtige für das Intendantenamt sei.
Ihr Nachlass befindet sich im Staatsarchiv Hamburg.